# Miriam Dehne
Miriam Dehne (née le 23 février 1968 à Düsseldorf ) est une réalisatrice et scénariste allemande. 

## Biographie et développement artistique
Miriam Dehne a grandi à Düsseldorf.  Son père, le docteur Achim Dehne (décédé en 1988), était psychiatre, auteur et membre du Wiener Gruppe. Sa mère, Sabine Dehne, enseigne l'art, l'anglais et l'allemand. Sa sœur Pia Dehne est peintre et vit avec son mari, le musicien Marko Pezzati, à New York. 
Diplômée du Rückertgymnasium de Düsseldorf, Miriam Dehne a étudié le design textile à Mönchengladbach.  Elle déménage ensuite à Berlin où elle obtient un diplôme en design à la Hochschule der Künste (HdK, aujourd'hui UDK ) sous la direction du professeur Wolfgang Joop. Pendant ses études, elle commence à tourner des courts métrages et des documentaires. Elle assiste aux master classes de Mark W. Travis, Judith Weston et Keith Cunningham (entre autres).  Stadt als Beute , son premier long métrage, présenté pour la première fois à la Berlinale en 2005, est honoré par la Confédération internationale des cinémas d'art et essai et reçoit une nomination pour le Deutscher Filmpreis (prix du film allemand). En plus de son travail pour le cinéma et la télévision, Miriam Dehne crée en tant qu’auteur et réalisatrice le premier format allemand de fiction Web: On nous appelle Candy Girls pour laquelle elle a reçu le prix ITPV en 2008. Le long métrage Little Paris sortira dans les salles de cinéma en 2009, sera également nommé pour le Deutscher Filmpreis et sera présenté en première internationale au 11e Festival international du film de Shanghai .
Sa pièce de théâtre Mom's Room (Laboratoire Labour Arts Collective / Christopher Guy Showroom à Los Angeles) a été créée en 2014.  Le film musical: Lust and Sound à Berlin-Ouest, dont elle tourne les reconstitutions, a été présenté pour la première fois à la Berlinale (Panorama) et a reçu en 2015 le prix Heiner Carow de la fondation Defa.  La même année, Dehne est conférencière invitée à la Babelsberg Konrad Wolf , université du film , où elle travaille en tant que réalisatrice invitée du film Falling Stars. 
En tant qu'auteure, elle écrit des scénarios, des nouvelles et des pièces de théâtre. Son histoire courte Lady Luck a été récompensée par le Rheinsberger Autorinnenforum. 
Miriam Dehne travaille comme réalisatrice et scénariste à Berlin. Elle tourne également des documentaires pour des chaînes de télévision et est responsable en tant que productrice et animatrice de divers formats de télévision.  Elle est membre de la Deutsche Film Akademie (Académie du film allemande) et fait partie du conseil d'administration de Filmförderung des Bundes BKM (Promotion du film fédéral). Jusqu'en 2015, elle a soutenu en tant que membre du jury le Prix de la jeune cinématographie de la Deutsche Film Akademie et de la Neue Nationalgalerie (nouvelle galerie nationale).

## Filmographie - sélection

### En tant que réalisateur et scénariste
- 2009, 2008: They Call US Candy Girls , webisode, MySpace, 30 épisodes
- 2008: Little Paris , long métrage, SWR
- 2005: Stadt als Beute , long métrage, ZDF, épisode: Lizzy , film d'épisode
- 2002: 99 Euro films, long métrage, épisode: Loreley S. , court métrage
- 1993-2001: The Bull Never Wins, court-métrage; Vivi Kiss , court métrage; I love My Pony , ARTE, film documentaire; Urban Style Mutation , film documentaire; Cinderella's Kleid, ARTE, court-métrage; Die Hochzeitsmacher , ARTE, film documentaire, Surabaya Johnny , ARTE, mise en scène de Brecht & film documentaire; Don't Hate Me Because I'm Beautiful , ZDF-Kleines Fernsehspiel, film documentaire; Barbie Lebt , ARTE, film documentaire; Babsi, a Name with Many Faces, ZDF-Das kleines Fernsehspiel, documentaire poétique

## Clip vidéo - sélection

### Direction et scénario
- 2009: Glaub Ihnen kein Wort - Cassandra Steen
- 2009: Wishing you Well - Stanfour
- 2002: Ich und Elaine - 2Raumwohnung

## Théâtre - sélection

### Direction
- 2001: pornostars mit Liebeskummer , Staatstheater Hannover
- 2014: "Mom`s Room", The Labortary Arts Collectiv, Los Angeles

## Publications - sélection
- Angel of Germany.  Paroles, avec Inga Humpe. 2Raumwohnung , 2009.
- Du Bewegst Dich Richtig , 2Raumwohnung , 2007.
- A Dress from L.A, one of many stories about the designers Stefan and Frank Ford / HEKMAG Magazine , Berlin.
- Der Kaiser est in der Gardrobe , interview fictive sur l'industrie de la mode et l'écologie, magazine HEKMAG , Berlin.
- Naomis Dress , journal d'une actrice allemande à Hollywood, thème: mode et glamour, magazine HEKMAG , Berlin.
- Mom's Room , pièce de théâtre en anglais inspirée par des images de Marylin Minter, magazine élégant de Berlin.
- Diamond Daliah , nouvelle sur l'amour et le déclin du marché de l'art, magazine HEKMAG , Berlin.
- Lady Luck , nouvelle de la série «Trip to Vegas» , Forum des auteurs Rheinsberg , Rheinsberg.

## Nominations et Prix
- 2009: German Film Award : 
  - Meilleure performance d'une actrice dans un second rôle: Nina-Friederike Gnädig
  - Meilleure musique originale: Marco Meister, Kriton Klingler-Ioannides
- 2008: nomination au 22e Festival international du film de Braunschweig : 
  - Prix de la jeunesse franco-allemande KINEMA
- 2008: Nomination, 19ème FilmArtFestival Mecklenburg-Pomerania : 
  - Concours long métrage / Grand prix - État de Mecklembourg-Poméranie
  - Prix du meilleur acteur émergent: Sylta Fee Wegmann

They call us Candy Girls
- 2008: Récipiendaire du 2e prix IPTV aux Munich Media Days : 
  - Projet le plus innovant

Stadt als Beute
- 2005: Nomination, femme totale - 10ème Festival international du film féminin de Dortmund : 
  - Prix international du long métrage aux réalisatrices
- 2005: Mention honorable, Confédération internationale des cinémas d'Art et Essai dans le cadre de la Berlinale
- 2006: German Film Award : 
  - Meilleure actrice dans un second rôle: Julia Hummer
  - Meilleure actrice dans un second rôle: Inga Busch

A Dress from L.A.
- 2007: ADC (Art Directors Club) - Prix: 
  - Meilleur éditorial: Article de magazine, pour l'article A Dress from LA, one of the many stories about designers Stefan Loy and Frank Ford.